# پری‌الیکایی
پری‌الیکایی (نام علمی: Malurus) نام یک سرده از تیره پری‌الیکاییان است.

## گونه‌ها
- پری‌الیکایی شانه‌سفید (Malurus alboscapulatus)
- پری‌الیکایی دوست‌داشتنی (Malurus amabilis)
- پری‌الیکایی تاج‌ارغوانی (Malurus coronatus)
- پری‌الیکایی امپراتور (Malurus cyanocephalus)
- پری‌الیکایی بال‌سرخ (Malurus elegans)
- پری‌الیکایی بال‌سفید (Malurus leucopterus)
- پری‌الیکایی پشت‌سرخ (Malurus melanocephalus)
- پری‌الیکایی سینه‌آبی (Malurus pulcherrimus)
- پری‌الیکایی والا (Malurus cyaneus)
- پری‌الیکایی رنگارنگ (Malurus lamberti)
- پری‌الیکایی باشکوه (Malurus splendens)